# Julio Libonatti

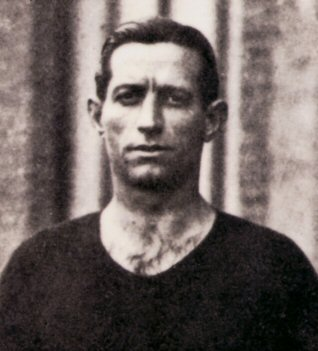
Julio Libonatti

Julio „Matador“ Libonatti (* 5. Juli 1901 in Rosario; † 9. Oktober 1981) war ein argentinischer Fußballspieler italienischer Abstammung, der für die Nationalmannschaften beider Länder spielte. Der Stürmer war der erste Südamerikaner, der nach Italien wechselte und gilt somit als erster der Oriundi, die in den 1920er und 1930er Jahren den italienischen Fußball wesentlich beeinflussten.

## Karriere in Argentinien

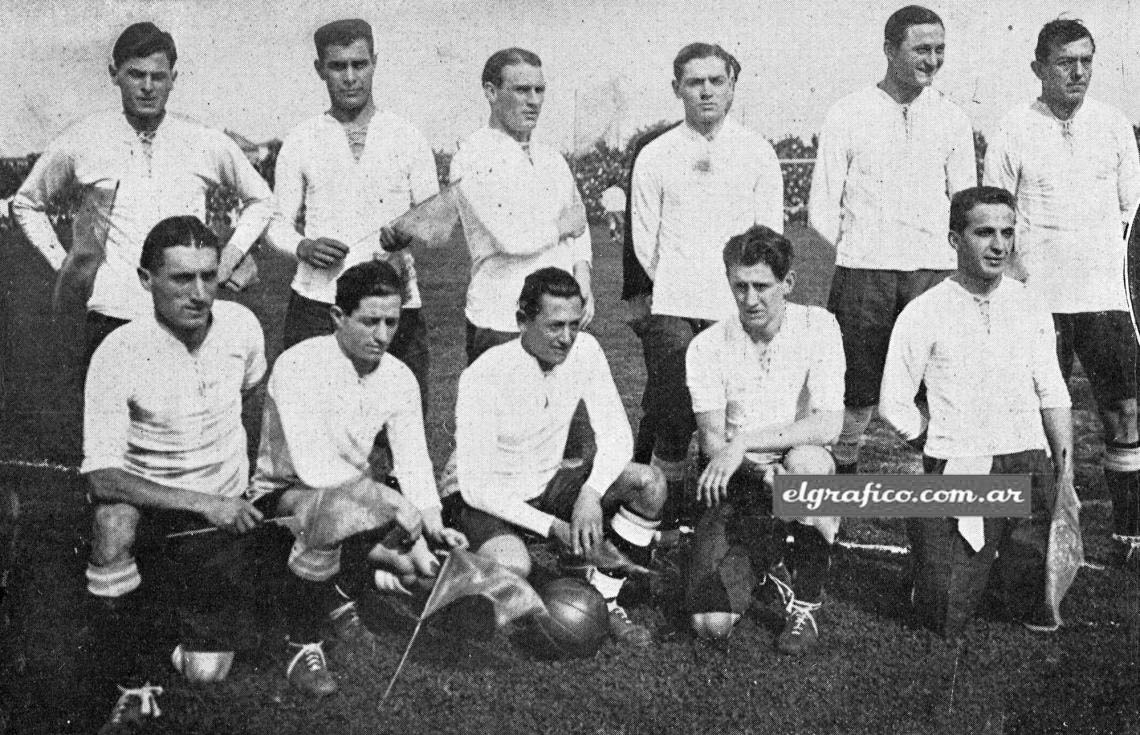
Argentinien beim Campeonato Sudamericano 1921
hinten: Tesoriero, Delavalle, Solari, Alfredo López, Bearzotti, Celli
vorn: Calomino, Libonatti, Gabino Sosa, Echeverria, Chavin

Julio Libonatti wurde als Sohn italienischer Einwanderer in Rosario geboren und debütierte mit 16 Jahren bei den Newell’s Old Boys, einem Verein aus seiner Heimatstadt. Zu dieser Zeit gab es noch keine nationale argentinische Liga, der Verein spielte daher in der lokalen Liga Rosarina de Fútbol. Libonatti blieb acht Jahre bei den Leprosos und gewann insgesamt dreimal die Copa Nicasio Vila, den wichtigsten Titel der Liga. Der Gewinner dieser Trophäe erwarb dadurch auch das Recht, gegen den Meister der Liga von Buenos Aires um die Copa Dr. Carlos Ibarguren zu spielen. 1921 gelang Libonattis Mannschaft mit einem 3:0 gegen den Club Atlético Huracán der Gewinn dieser inoffiziellen argentinischen Meisterschaft.
Bereits 1919 wurde Libonatti erstmals in die argentinische Nationalmannschaft einberufen. Sein größter Erfolg mit den Gauchos gelang 1921 mit dem Sieg in der Campeonato Sudamericano. Mit den entscheidenden Toren in den beiden 1:0 Siegen gegen Brasilien und Uruguay war der rechte Innenstürmer maßgeblich am Titelgewinn beteiligt und wurde auch zum Torschützenkönig des Turniers. Insgesamt spielte er 15-mal in der argentinischen Auswahl und erzielte dabei acht Treffer.

## Karriere in Italien
Enrico Maroni, der Präsident des FC Turin hatte auf einer Dienstreise in Argentinien Libonatti spielen gesehen und verpflichtete den Stürmer, der somit der erste Südamerikaner in der italienischen Liga wurde. Da Libonattis Eltern aus Genua ausgewandert waren, erhielt er auch umgehend die italienische Staatsbürgerschaft.
In seiner ersten Saison 1925/26 war der nunmehrige Italiener mit 16 Toren zweitbester Torschütze seiner Mannschaft hinter Adolfo Baloncieri, an der Teilnahme an den Finalspielen scheiterte man nur knapp am Lokalrivalen Juventus Turin.
In der Folgesaison stieß auch Gino Rossetti zu den Toros und der Innensturm Baloncieri, Libonatti und Rossetti (auch trio delle meraviglie genannt) sorgte nicht nur für die Qualifikation für die Finalrunde, sondern auch für den Sieg im Finalturnier und damit den vermeintlichen Meistertitel. Der Meistertitel wurde Turin jedoch aberkannt, da Vereinsfunktionäre dem Juventus-Spieler Luigi Allemandi ein Bestechungsangebot gemacht hatten. In der nächsten Saison schafften die Turiner mit ihrem Traumsturm abermals den Sieg im Finalturnier und damit den ersten Meistertitel in der Vereinsgeschichte. Libonatti war mit 35 Toren der erfolgreichste Torschütze der gesamten Liga.
1928/29 erreichten die Turiner wieder den Gruppensieg, der Meistertitel wurde diesmal direkt zwischen den beiden Gruppensiegern ausgespielt. Nachdem die Turiner auswärts in Bologna verloren hatten, erzwang Libonatti mit dem einzigen Treffer im Rückspiel ein Entscheidungsspiel. Dieses ging in Rom mit 0:1 verloren.
Libonatti blieb noch weitere fünf Jahre bei den Turinern, zu einem zweiten Titel sollte es jedoch nicht mehr reichen. Insgesamt bestritt er 238 Spiele für die Toros und traf 158-mal.
1934 wechselte er in die Serie B zum CFC Genua und erreichte auf Anhieb den Aufstieg in die höchste Spielklasse, wo er noch ein weiteres Jahr tätig war, ehe er seine Karriere als Spielertrainer bei Rimini Calcio beendete.
Als italienischer Staatsbürger war er auch für die Nationalmannschaft spielberechtigt und gab sein Debüt im Oktober 1926 gegen die Tschechoslowakei. Er stand in der siegreichen Mannschaft beim Europapokal der Fußball-Nationalmannschaften 1927 bis 1930, kam dabei in sechs Spielen zum Einsatz und war mit sechs Toren, gemeinsam mit seinem Klubkollegen Gino Rossetti, auch erfolgreichster Torschütze des Bewerbes. Sein letztes Spiel in der Nationalmannschaft erfolgte 1931 gegen Ungarn, wo er ein Tor zum 3:2-Sieg beisteuerte. Für Italien war er 17-mal international tätig und konnte dabei 15 Treffer erzielen.

## Erfolge
- Europapokal der Nationalmannschaften: 1927–1930, 1933–1935
- Copa América: 1921
- Italienische Meisterschaft: 1927/28
- Copa Nicasio Vila: 1918, 1921, 1922
- Copa Dr. Carlos Ibarguren: 1921
- Italienischer Torschützenkönig: 1927/28